# Alvaro Nuvoloni
Alvaro Nuvoloni (Roma, 29 dicembre 1924 – Roma, 30 gennaio 1986) è stato un pugile e cantante italiano, principalmente in dialetto romanesco. Durante la carriera pugilistica è stato campione italiano (1950-1952) e sfidante al titolo europeo dei pesi gallo.

## Biografia

### Gli inizi della carriera pugilistica
Nato nel quartiere romano di Tor Marancia, ai romani noto come Shanghai, si trasferisce successivamente al cosiddetto Albergo bianco, nel Lotto 11 di Piazza Biffi. Ha un'infanzia difficile, fatta di fame, miseria e sotterfugi per sopravvivere. Viene scoperto, ancora adolescente, dal maestro di pugilato e suo futuro manager Giuseppe Ballarati, che lo sottrae dalle insidie della strada per inserirlo nella palestra della sua società L'Indomita di via Merulana.

### Professionista
Dopo alcuni incontri dilettantistici, Nuvoloni esordisce a torso nudo il 23 aprile 1944 nella Milano ancora occupata, conseguendo un pareggio contro un altro esordiente: il patavino, futuro campione d'Italia dei piuma, Nazzareno Giannelli. 
Soprannominato affettuosamente dai romani Chivecchia, per il suo fisico secco, Nuvoloni è piccolo di statura e pesa 53 kg. Rientra quindi nelle 118 libbre dei Pesi gallo in cui combatterà per tutta la carriera. Il suo avvio professionistico è incerto, dotato di grande coraggio, ai limiti dell'irresponsabilità. Non teme nessun avversario, ha una tecnica approssimativa e, nonostante la capacità di macinare pugni, perde ai punti il secondo incontro con Giannelli. 
Il 22 settembre 1946, torna sul ring della sua Roma per battersi contro un altro idolo capitolino, Alvaro Cerasani. Batte ai punti il figthter romano e successivamente a Como, il 16 ottobre 1947, combatte contro l'ex campione d'Europa e d'Italia, il reggiano Gino Bondavalli. Sconfitto prima del limite dal celebre Girandola, Nuvoloni è comunque proiettato ai vertici della classifica dei gallo.

### Le sfide tricolori
Disputa a Roma due sfide per il titolo: una contro il campione in carica Guido Ferracin, l'altra contro un pugile con cui in precedenza aveva già pareggiato, l'umbro Amleto Falcinelli. In entrambi i casi è sconfitto ai punti ma non si perde d'animo. Incontra fuori casa navigati campioni britannici come Gus Foran, Danny O'Sullivan, Bobby Boland e a Roma il franco-algerino Georges Mousse. Il 4 ottobre 1950, a Verona, Nuvoloni batte ai punti il nuovo campione dei gallo Amleto Falcinelli e si laurea campione italiano.

### Le grandi sfide internazionali

Una fase del match tra Alvaro Nuvoloni (a destra) e il Campione del Mondo Vic Toweel

A Johannesburg, il 21 ottobre 1950, Nuvoloni incontra senza il titolo in palio il neocampione mondiale Vic Toweel - vittorioso su Manuel Ortiz nel 1950 - e perde ai punti. 
Il 20 giugno 1951 combatte a Barcellona, per il titolo europeo contro Luis Perez Romero ma perde ai punti nonostante abbia atterrato l'avversario ben due volte, alla terza e alla settima ripresa. 
Pareggia in seguito contro Gianni Zuddas mantenendo il titolo italiano. Lo perde però a Terni il 28 aprile 1952 incrociando nuovamente i guantoni contro Falcinelli.

### Ultimi incontri
Nuvoloni continua a combattere per altri tre anni vincendo nove incontri. Batte il campione sudafricano dei piuma Alby Tissong; pareggia un match e ne perde un altro. 
Ormai privo di prospettive, dopo l'ultima vittoria ottenuta nella Capitale, l'11 ottobre 1955, Nuvoloni abbandona la boxe. Pur avendo perso due incontri prima del limite, nessuno gli ha mai inferto il KO.
Dopo la sua scomparsa, la palestra Team Boxe di Roma ha organizzato un memorial pugilistico in sua memoria.

### Carriera musicale
Abbandonato il pugilato, Alvaro Nuvoloni intraprende la carriera di stornellatore e cantante in dialetto romanesco. 
Scrive i primi sei Stornelli maliziosi incisi da Alvaro Amici su 45 giri Vis Radio, nel 1961. 
Incide dieci 45 giri, negli anni sessanta, con la Vis Radio, la Sunset Records e la MCN.

## Discografia

### 45 giri
- 1961, Arcangelo Pippanera, pp. 1ª-2ª, Vis Radio, 36839
- 1961, Arcangelo Pippanera, pp. 3ª-4ª, Vis Radio, 36858
- 1961, Le strofette di Pierino, pp. 1ª-2ª, Vis Radio, 36859
- 1964, Pizzicando sempre in do, pp. 1ª-2ª, Sunset Records, SNP 3047
- 1964, La razzaccia mia, pp. 1ª-2ª, Sunset Records, SNP 3048
- 1965, Tutto cresce/Pippanera sulla luna, Sunset Records, SNP 3089
- 1965, La storia di Luca Cava, pp. 1ª-2ª, Sunset Records, FP 701
- La porta del destino, pp. 1ª-2ª, MCN, MP 001
- Dietro al monumento/Lo scolaro segaiolo, MCN, MP 002
- Il ritorno di Luca Cava, pp. 1ª-2ª, MCN